# Thất vọng

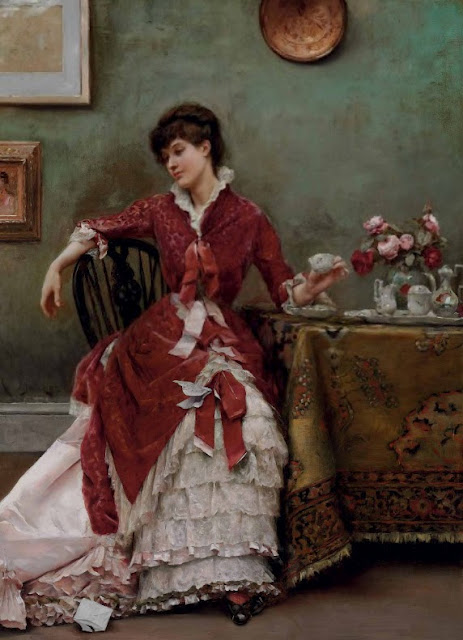
Họa phẩm nổi thất vọng của một người phụ nữ

Thất vọng hay sự thất vọng, nỗi thất vọng, vỡ mộng là thuật ngữ mô tả cảm giác không hài lòng sau sự thất bại, đổ bể của những kỳ vọng hoặc hy vọng. Nó được biểu lộ ra bên ngoài dưới dạng nổi buồn, nỗi sầu hoặc giấu kín trong nội tâm. Thất vọng có những điểm tương tự như hối tiếc, tuy nhiên nó khác ở chỗ một người có cảm giác hối tiếc tập trung chủ yếu vào sự lựa chọn của chính họ đóng góp vào một kết quả không được như ý muốn và cảm giác tiếc nuối, trong khi một người cảm thấy thất vọng tập trung vào các kết quả có thể của chính mình hoặc của một cá nhân, tập thể khác. Sự thất vọng là một nguồn gốc của căng thẳng tâm lý và chán chường, thất vọng là một trong hai cảm xúc chính tham gia vào việc ra quyết định.

## Danh ngôn
- Chúng ta sinh ra đã khóc, sống để phàn nàn và chết trong thất vọng (Thomas Fuller)
- Sự mệt mỏi thường không xuất phát từ công việc, mà từ lo lắng, thất vọng và oán trách (Dale Carnegie)
- Mỗi khi bạn phải chịu lùi bước hay thất vọng, hãy cúi đầu và đi tiếp về phía trước. (Les Brown)
- Sự thất vọng đột ngột của một hy vọng để lại vết thương mà sự thành toàn tuyệt đối cho niềm hy vọng đó cũng không bao giờ xóa bỏ hết được (Thomas Hardy)